# Atemptat de Sants
L'atemptat de Sants, també conegut com el cas dels lladres del pou, va ser un sonat cas de segrest succeït a la vila de Sants el 1848, durant el qual els segrestats van ser amagats en un pou d'una casa de Badalona. El cas va acabar amb l'alliberament dels segrestats i, posteriorment, la detenció de 22 persones i l'execució d'alguns dels detinguts.
El fet es va produir durant la Segona Guerra Carlina (1846-1849), en un context de profunda crisi econòmica i social; eren molt habituals els robatoris i el malestar social estava generalitzat, i d'acord amb l'origen social dels perpetradors, el cas dels lladres del pou no deixa de ser un exemple de la situació del període. El 1848 un grup d'homes va segrestar cinc propietaris a la vila de Sants, entre ells Joan Cros, vinculat a la fàbrica química Cros. Els segrestats van ser retinguts uns dies en un pou d'una casa de Badalona, concretament al número 28 del carrer Busquets (avui Agustí Montal), fet pel qual als segrestadors se'ls coneix com a «lladres del pou». Finalment, van ser alliberats a canvi d'un rescat, tanmateix, ben aviat, la policia va descobrir els segrestadors. Van ser detingudes fins a un total de 22 persones relacionades amb el cas. Els acusats van ser jutjats en consell de guerra, i alguns dels implicats van ser condemnats a mort i executats el mes de maig a Sants, Barcelona i Badalona.